# Bourouwal-Tappé
Bourouwal-Tappé es una localidad de la prefectura de Pita en la región de Mamou, Guinea, con una población censada en marzo de 2014 de 9740 habitantes.
Se encuentra ubicada en el centro-oeste del país, cerca de la frontera con Sierra Leona.